# Neocerambyx opulentus
Neocerambyx opulentus är en skalbaggsart som beskrevs av Holzschuh 1998. Neocerambyx opulentus ingår i släktet Neocerambyx och familjen långhorningar.
Artens utbredningsområde är Sri Lanka. Inga underarter finns listade i Catalogue of Life.